# Кватахеви

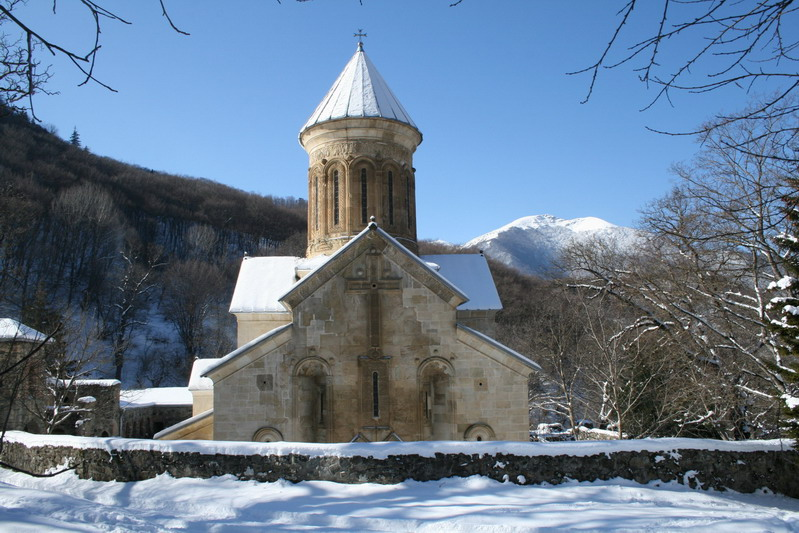
Храм в монастыре Кватахеви, восточный фасад

Кватахеви, или Квабтахеви (груз. ქვათახევი, ქვაბთახევი) — средневековый грузинский православный монастырь в Шида-Картли, Грузия, 55 км к западу от Тбилиси.
Монастырский комплекс Кватахеви находится вблизи деревни Кавтисхеви в конце ущелья, срезанного потоком, в северных склонах Триалетского хребта, защищённый с трёх сторон крутыми горными склонами. Он основан в XII—XIII веках, и напоминает монастыри грузинской Бетании и Питарети своими архитектурными формами и украшением, отражая современный канон храмовой грузинской церковной архитектуры. В сечении храм — почти квадрат, с куполом, размещённым на двух свободно стоящих столбах и на двух столбах, спускающихся с карнизов алтаря. Внутреннее пространство церкви формируется пересечением крестообразного помещения и купола.
Здание имеет два портала (входа), один — на юге, второй — на западе. Фасад покрыт мелкотёсаными каменными белыми квадратными плитками. Украшение изобилует лепниной, особенно вокруг окон и основания купола; восточный фасад украшен большим витиеватым крестом.
Исторически Кватахеви был также литературным центром, где было скопировано несколько рукописей. Он обладал также значительными сокровищами, средневековыми грузинскими ювелирными изделиями, значительная часть которых была впоследствии приобретена и в настоящее время выставлена в Москве в Государственном Историческом музее.
Монастырь был значительно повреждён во время нашествия Тимура на Грузию в XIV веке, но впоследствии был восстановлен практически полностью под патронажем князя Ивана Тарханова-Моуравова в 1854 году. Колокольня была добавлена в 1872 году.